# 饶丰镇
饶丰镇，是中华人民共和国江西省上饶市鄱阳县下辖的一个乡镇级行政单位。

## 行政区划
饶丰镇下辖以下地区：
红土山社区、花园村、过水埂村、蔡家湾村、汪家圩村、灌塘村、良种场村、高溪村、铁路村和马家村。